# Macbeth (film, 2015)
Pour les articles homonymes, voir Macbeth.
Pour plus de détails, voir Fiche technique et Distribution.
Macbeth est un film britannico-français réalisé par Justin Kurzel, sorti en 2015.
Il s'agit d'une des nombreuses adaptations de la pièce éponyme de William Shakespeare (1606).

## Synopsis
L'action se déroule en Écosse au XIe siècle. Macbeth, alors chef des armées, remporte la guerre qui ravage le pays. Après que trois sorcières lui aient prédit qu’il deviendrait roi, Macbeth et son épouse élaborent un plan machiavélique pour s'emparer du trône. Cette quête les amènera à la folie.

## Fiche technique
Sauf indication contraire, les informations mentionnées dans cette section peuvent être confirmées par la base de données cinématographiques IMDb,  présente dans la section « Liens externes ».
- Titre original : Macbeth
- Réalisation : Justin Kurzel
- Scénario : Jacob Koskoff et Todd Louiso, d'après la pièce Macbeth de William Shakespeare
- Direction artistique : Fiona Crombie
- Décors : Nick Dent
- Costumes : Jacqueline Durran
- Montage : Chris Dickens
- Musique : Jed Kurzel
- Photographie : Adam Arkapaw
- Production : Iain Canning, Laura Hastings-Smith et Emile Sherman
- Sociétés de production : See-Saw Films et DMC Film
- Sociétés de distribution : StudioCanal (Royaume-Uni, France), The Weinstein Company (USA et Canada)
- Budget : 20 000 000 $
- Pays d’origine :  Royaume-Uni et  France
- Langue originale : anglais
- Format : couleur - 2,35:1 - son Dolby numérique
- Genre : drame biographique
- Durée : 113 minutes
- Dates de sortie : 
  - France : 23 mai 2015 (Festival de Cannes) ; 18 novembre 2015 (sortie nationale)[1]
  - Royaume-Uni : 2 octobre 2015

## Distribution
- Michael Fassbender (VF : Rémi Bichet) : Macbeth
- Marion Cotillard (VF : elle-même) : Lady Macbeth
- Paddy Considine (VF : Jérémie Covillault) : Banquo
- Sean Harris (VF : Thierry Hancisse) : Macduff
- Jack Reynor (VF : Félicien Juttner) : Malcolm
- Elizabeth Debicki (VF : Déborah Perret) : Lady Macduff
- David Thewlis (VF : Didier Flamand) : Duncan
- Ross Anderson (VF : Benjamin Jungers) : Rosse
- David Hayman (VF : François Siener) : Lennox
- Scott Dymond (VF : François Raison) : Seyton
- Seylan Baxter (VF : Marie-Laure Dougnac) : Première sorcière
- Lynn Kennedy (VF : Hélène Babu) : Deuxième sorcière
- Kayla Fallon (VF : Anne Leguernec) : Troisième sorcière

## Distinctions

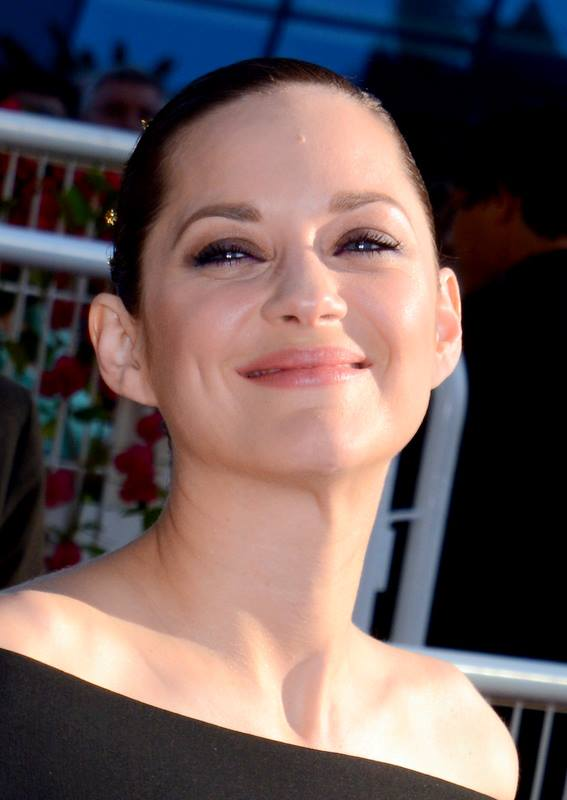
L'actrice principale Marion Cotillard, pour la présentation du film au Festival de Cannes 2015.

### Nominations et sélections
- Festival de Cannes 2015 : sélection officielle, en compétition
- British Independent Film Awards 2015 :
  - Meilleur film indépendant britannique
  - Meilleur réalisateur pour Justin Kurzel
  - Meilleur acteur pour Michael Fassbender
  - Meilleure actrice pour Marion Cotillard
  - Meilleur acteur dans un second rôle pour Sean Harris
  - Meilleur technicien pour Adam Arkapaw